# Henri Chapron
Henri Chapron (Nouan-le-Fuzelier, 30 dicembre 1886 – Parigi, 14 maggio 1978) è stato un imprenditore e designer francese, uno dei più noti del Novecento.

## Notizie biografiche

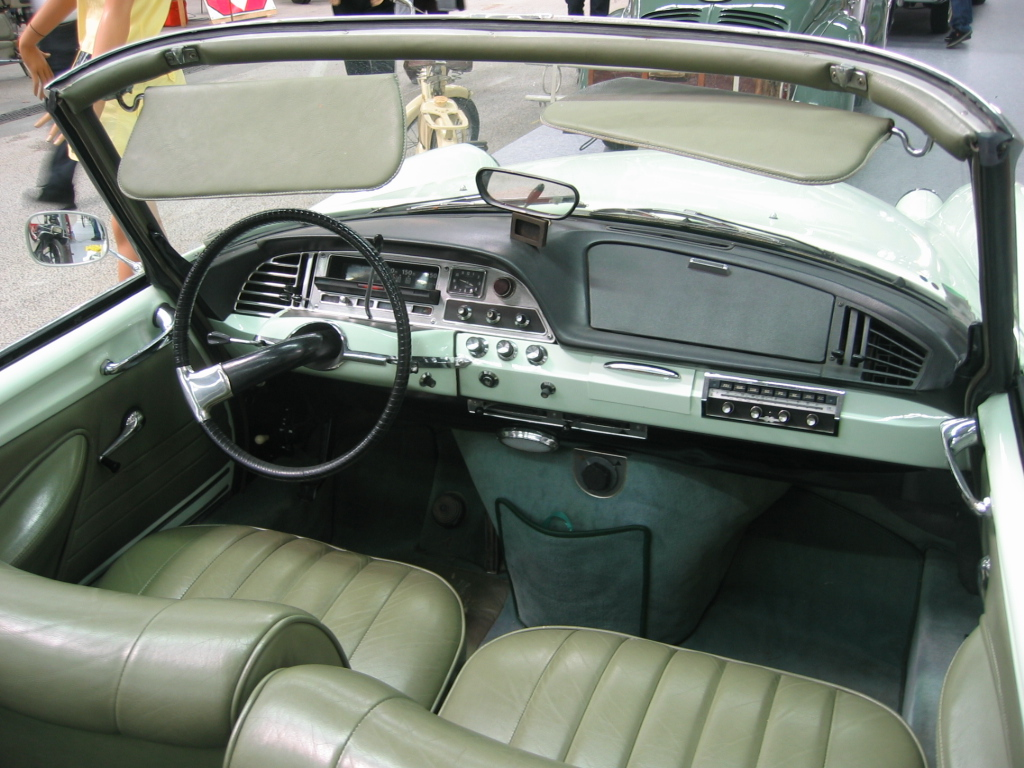
Gli interni della Citroën DS 21 Pallas Chapron Cabriolet Usine del 1968

Il nome di Henri Chapron è legato indissolubilmente a quello dell'omonima carrozzeria da lui fondata nel 1919 con sede a Neuilly-sur-Seine, e successivamente trasferitasi a Levallois-Perret, un sobborgo di Parigi che in quei primi decenni del secolo si rivelò essere uno dei centri più in fermento per quanto riguardava l'industria automobilistica francese. Basti pensare infatti che il sobborgo parigino ha visto anche la nascita e la crescita di marchi come Delage ed Hispano-Suiza.

I primi lavori dell neonato atelier francese denotavano linee alquanto classiche: tale aspetto si protrasse nei lavori di Chapron per circa tre lustri. Di questo periodo vanno ricordate la Delahaye 135 Cabriolet "Mylord" ed una imponente creazione su base Hispano-Suiza H6B (vedi foto Archiviato il 12 giugno 2013 in Internet Archive.).

Il periodo della svolta stilistica si ebbe a metà degli anni trenta: la seconda metà del decennio fu il periodo che regalò grande notorietà all'azienda. Di questo periodo furono creazioni su base Delahaye Type 145 e Delage D8. La carrozzeria Chapron eseguì anche lavori su alcune vetture estere. Si ricorda a tale proposito la splendida Packard 120 CD del 1937, ma sono da ricordare anche alcuni lavori su basi Fiat.

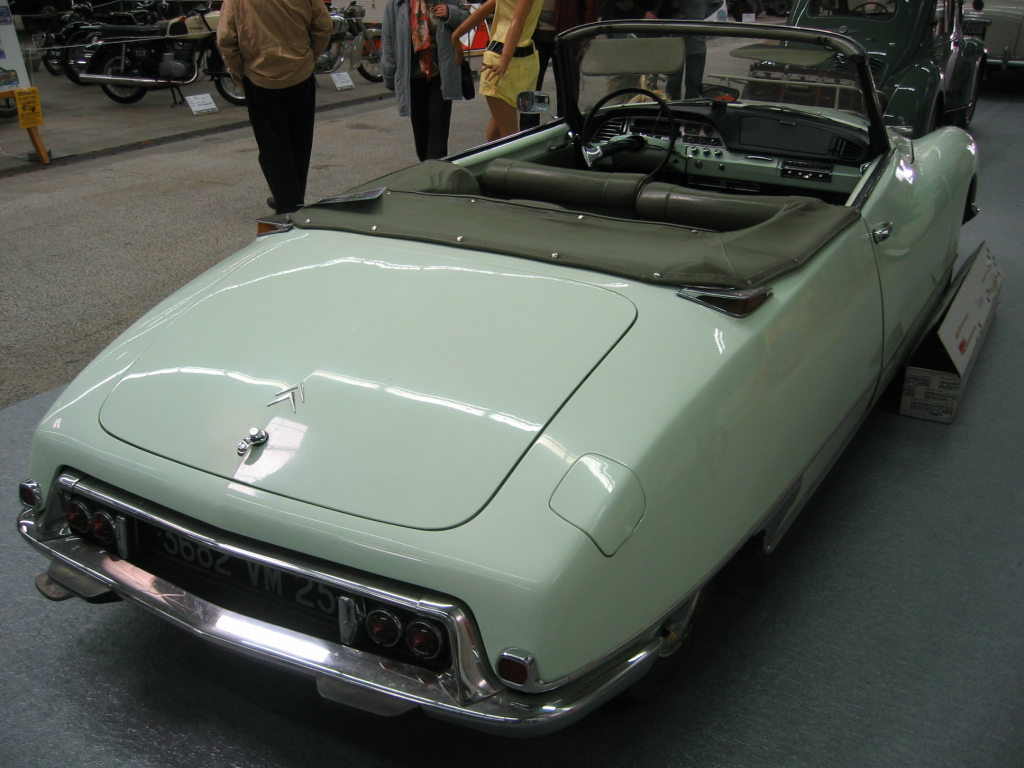
La Citroën DS 21 Pallas Chapron Cabriolet Usine del 1968

Poi avvenne lo scoppio della Seconda guerra mondiale, un evento che segnò inesorabilmente la fine di molti dei marchi che fecero la fortuna dell'azienda francese. Al termine del conflitto, infatti, vi fu un periodo molto difficile per Henri Chapron ed il suo atelier, anch'esso molto provato, soprattutto dal punto di vista economico. Laddove vi era disponibilità di telai da carrozzare, vale a dire in quei Paesi esteri meno toccati dal conflitto, la carrozzeria Chapron non poteva arrivare perché era pressoché impossibile farsi spedire i telai stessi, a causa delle spese insostenibili. Uno dei lavori maggiormente degni di nota di questo periodo è stata una cabriolet su base Citroën Traction Avant 15CV. Probabilmente l'estroso periodo stilistico della Casa del "double-chevron" ispirò Henri Chapron, che a partire dalla seconda metà degli anni cinquanta tornò a respirare grazie alle opportunità concessegli dalla possibilità di eseguire reinterpretazioni su base Citroën DS. 

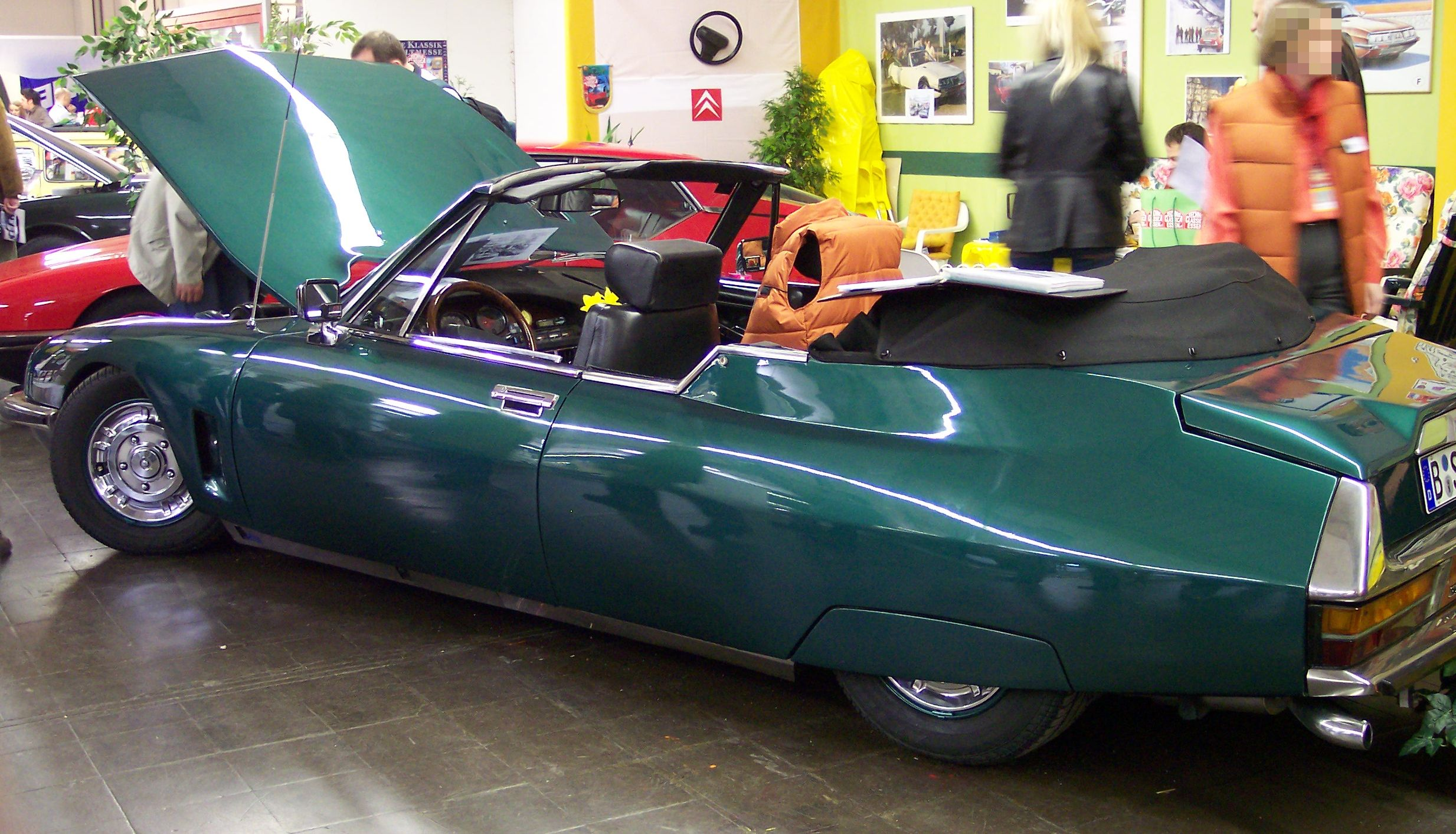
La Citroën SM Chapron Mylord del 1971

Oggigiorno le creazioni sulla base delle rivoluzionaria ammiraglia francese rimangono in assoluto le più note di Henri Chapron. Alcune di queste creazioni sono pezzi unici di enorme valore. Dagli approcci di Henri Chapron con la Citroën DS nacquero così capolavori come la Croisette Cabriolet, che riscosse un gran successo, e la Concorde Coupé.

Alla fine degli anni sessanta, l'attività dell'atelier francese era ancora molto legata al marchio della Citroën: dopo aver creato nel 1968 una fuoriserie su base DS per Charles De Gaulle, fu la volta nel 1970 di alcune reinterpretazioni su base Citroën SM, denominate Mylord ed Opera. Nel 1972, sempre su base SM, venne creata una cabriolet a passo allungato, che avrebbe svolto un servizio di trasporto per personaggi di gran spicco della politica francese ed internazionale.

Henri Chapron morì a 91 anni nel 1978: la sua attività andò avanti ancora per qualche anno, fino al 1985. In questi ultimi anni vennero create fuoriserie sulle basi di Citroën CX e Peugeot 104 e 604. Vennero creati anche alcuni veicoli blindati, dopodiché anche l'azienda di Henri Chapron chiuse i battenti.